# Kuara
Kuara (connue aussi sous les noms de Kisiga ou Ku'ara) est une ancienne ville portuaire sumérienne dont le site archéologique se trouve à Tell al-Lahm dans le gouvernorat de Dhi Qar, en Iraq.
Selon la Liste des rois sumériens, Kuara avait pour souverain Dumuzi le Pêcheur, troisième roi légendaire d'Uruk. La divinité protectrice de la ville était  Meslamtaea (ou Nergal). Kuara était aussi, selon la mythologie sumérienne, la ville natale de Marduk (ou Asarluhi) le fils d'Enki. Kuata était le centre des cultes de Marduk et de Nineham,.

## Chronologie des recherches archéologiques
Le site fut fouillé quelques jours par John George Taylor en 1855 ; celui-ci découvrit des briques inscrites ainsi qu'une tablette,. Alors qu'il effectuait des fouilles pour le British Museum à Eridu, R. Campbell Thomson effectua aussi quelques recherches sur le site en 1918. Plus récemment, Fuad Safar y effectua des sondages en 1949. Les recherches archéologiques sont actuellement interrompues du fait de la présence militaire et de la situation politique de l'Iraq.

## Kuara et son environnement
Le site de Tell-Lahm se trouve sur la rive occidentale de l'estuaire de l'Euphrate à 38 km d'Ur. Le site se compose d'un tell, restes accumulés d'une ancienne ville, avec des buttes périphériques, près d'un canal asséché.

## Périodes d'occupation
Kuara fut fondée vers 2500 av. J.-C., lors de la période des dynasties archaïques II. Ellee fit plus tard partie de l'empire babylonien. C'était un port du Golfe persique commerçant avec le port de Dilmun. En 709 av. J.-C., le roi d'Assyrie, Sargon II, tenta de capturer le roi de Kuara, Marduk-apla-iddina II, qui parvint à s'enfuir, laissant l'armée de Sargon piller et détruire la ville,. Les alluvions de l'Euphrate ayant déplacé la côte loin dans le golfe persique, le site de ce qui était un port il y a 4 500 ans se trouve maintenant loin à l'intérieur des terres.